# Stephanie Gandy
Stephanie Marie Gandy (Detroit, 10 maggio 1982) è un'ex cestista statunitense naturalizzata britannica.

## Carriera
Con la Gran Bretagna ha disputato due edizioni dei Campionati europei (2013, 2015).